# Bernd-Horst Sefzik
Bernd-Horst Sefzik (* 29. Juli 1942 in Greifswald; † 16. September 1994 in Berlin) war ein deutscher Fotograf und Bildjournalist.

## Leben
Sefzik absolvierte eine Fotografenausbildung in Rudolstadt. Danach war er 1963 in Erfurt Bildreporter der Tageszeitung Das Volk. Von 1964 bis 1972 arbeitete er bei der Jungen Welt in Berlin. 1967/1968 machte er ein Fernstudium an der Fachschule für Journalistik Leipzig und von 1968 bis 1973 ein Fernstudium der Fotografie an der Hochschule für Grafik und Buchkunst Leipzig. Ab 1972 war er Bildreporter bei der Neuen Berliner Illustrierten (NBI).
Seit 1968 war Sefzik Mitglied der Gesellschaft für Fotografie im Kulturbund der DDR. 1969 gründete er zusammen mit anderen Bildjournalisten die Gruppe Jugendfoto Berlin, die er bis 1979 leitete. Von 1983 bis 1990 war er Mitglied des Verbands Bildender Künstler der DDR. 1971 wurde er mit dem Titel AFIAP der Fédération Internationale de l’Art Photographique geehrt. Sefzik hatte in der DDR eine bedeutende Zahl von Einzelausstellungen und war auf wichtigen Gruppenausstellungen vertreten.
Im Herbst 1989 begann Sefzik zusammen mit den Fotografen Gerhard Zwickert (* 1952), Eberhard Klöppel (* 1940), Peter Leske, Werner Schulze (* 1932) und Heinz Dargelis (* 1940) die innerdeutschen Grenzanlagen zwischen Rostock über Berlin bis nach Bayern fotografisch zu dokumentieren. Bis Mai 1990 schufen sie damit fotografische Dokumente, die es bis dato von ostdeutscher Seite nicht gegeben hatte.
Nachdem die NBI nach der Deutschen Wiedervereinigung 1991 eingestellt worden war, arbeitete Sefzik als Fotograf in der gemeinnützigen Berliner Kunst & Kultur GmbH und von 1994 bis zu seinem Tod als Dozent in Hamburg.
Sefziks Gesamtwerk befindet sich seit 2019 im Stadtmuseum Berlin und soll dort in den kommenden Jahren aufgearbeitet werden.

## Buchpublikationen mit Fotografien Sefziks (unvollständig)
- Oderbruch. Text von Steffi Knop, VEB F. A. Brockhaus Verlag, Leipzig 1985.
- Auferstanden aus den Nischen. Dokumente einer Revolution. Allgemeiner Deutscher Verlag, NBI, Berlin, 1990; ISBN 978-3-86020-014-8 (Text Stefan Heym)
- Lebe wohl Deutschland – Empfange uns Heimat. Text von Steffi Knop. Zeit-Sprung-Edition, 1994, ISBN 3-92974800-2.
- Grenzfälle / Falling Barriers. Kerber Verlag, 2009, ISBN 3-86678348-5.

## Ausstellungen (unvollständig)

### Teilnahme an zentralen und wichtigen regionalen Ausstellungen in der DDR
- 1983: Berlin, Ausstellungszentrum am Fernsehturm (9. Fotoschau der DDR)
- 1984: Berlin, Altes Museum („Alltag und Epoche. Werke bildender Kunst der DDR aus fünfunddreißig Jahren“)
- 1985: Berlin, Nationalgalerie („Auf gemeinsamen Wegen. Kunstausstellung zum 40. Jahrestag des Sieges über den Hitlerfaschismus und der Befreiung des deutschen Volkes“)
- 1986: Berlin, Marstall („Fotografie: Realität, Vernunft, Kunst“)
- 1987/1988: Dresden, X. Kunstausstellung der DDR

### Ausstellungen seit der deutschen Wiedervereinigung
- 1990: Grenzfälle, Fotogalerie Friedrichshain, Berlin
- 2009: Grenzfälle, ARD-Hauptstadtstudio, Berlin
- 2009: Wendezeiten – Zeitenwende, Stadtmuseum Saalfeld
- 2019: Ost-Berlin. Die halbe Hauptstadt, Museum Ephraim-Palais, Berlin
- 2020: Deutschland wird eins. Der Abbau der innerdeutschen Grenze, Museum in der Kulturbrauerei, Berlin